# زمان أباد (نائين)
زمان أباد هي قرية في مقاطعة نائين، إيران. عدد سكان هذه القرية هو 39 في سنة 2006.